# النية تغلب (فلم)
النية تغلب هو فيلم تلفزي مغربي من إخراج فريدة بليزيد سنة 2000، وبطولة كل من محمد بنبراهيم، أمينة رشيد، السعدية أزكون، سامية أقريو، عبد الصمد مفتاح الخير، وآخرين.
صُوّرت مشاهد الفيلم بمدينة طنجة.

## القصة
«مصطفى» سائق سيارة أجرة كبيرة بمدينة طنجة، وخلال إحدى رحلاته سيتعرف السائق صدفة على امرأة تائهة اسمها «ثريا»، وهي غريبة عن المدينة وليس لها مكان تأوي إليه. 
سيحن قلب مصطفى وسيأخذ المرأة لتبيت بمنزله، حيث زوجته «الحاجة الشريفة»، وهي امرأة كبيرة في السن. هذه الأخيرة ستستقبل المرأة الغريبة بالترحيب، بمجرد سماعها للقصة كاملة. وهكذا ستمر ليلة وليالي، فيما ثريا لا زالت بمنزل مصطفى. 
بل أكثر من هذا ستحاول الضيفة شيئا فشيئا كسب ود وحنان مصطفى، الذي سرعان ما سيقع في شباك المرأة، وسيغدق عليها بمختلف أنواع الهدايا، حتى صارت ثريا تهدد العش الزوجي للحاجة الشريفة وزوجها مصطفى.